# سنگ‌نوشته پارتی سرپل ذهاب

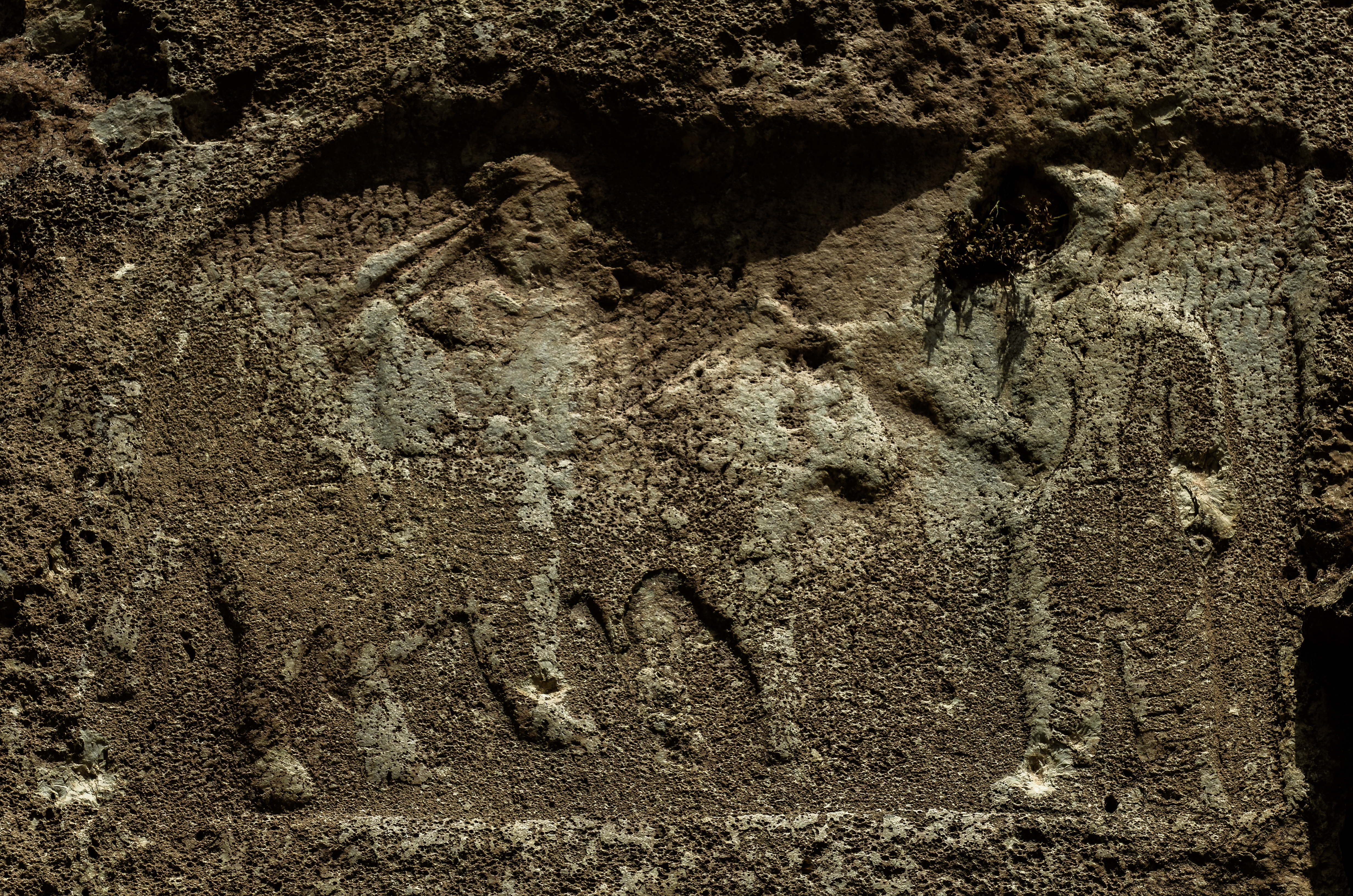
نگاره‌ای از سنگ‌نگاره گودرز شاه در سرپل ذهاب

سنگ‌نوشته پارتی سرپل ذهاب شامل دو متن کوتاه است به خط و زبان پارتی، که در دو سوی سنگ‌نگاره گودرز شاه در سرپل ذهاب نقر شده‌اند. این سنگ‌نگاره نقش یک سوار دارای دیهیم را درحال اهدای حلقه‌ای به فردی در جانب راستش نشان می‌دهد. به‌سبب آسیب‌های ناشی از هوازدگی، متن فرد پیاده تقریباً ناخوانا شده و از متن سوار نیز یگانه عبارت قطعی و خوانا «این پیکر خود گودرز شاه» است. با نظر به سبک این سنگ‌نگاره، دیرینگی‌اش نبایستی پیش‌تر از سده ۲ م باشد. ازاین‌رو سوار به‌احتمالی نمایانگر یک شاهزاده اشکانی در اواخر دوره اشکانی است که به‌عنوان فرمانروای ایالتی، عنوان شاه نیز داشته است. بااین‌حال، این سوار را برخی پژوهشگران گودرز یکم یا گودرز دوم، از شاهنشاهان اشکانی دانسته‌اند.

## درون‌مایه

### متن اول
مهم‌ترین اختلاف در تحلیل این متن، نام پدر گودرز است. ترجمه بالا بیشتر مورد استناد قرار گرفته و ترجمه پایین برداشتی جدید است. هزوارش‌ها تماماً با حروف بزرگ لاتین‌نویسی شده‌اند.
| خوانش از          | نویسه‌گردانی                                                        | آوانویسی                                                                  | ترجمه                                                                 |
| ----------------- | ------------------------------------------------------------------ | ------------------------------------------------------------------------- | --------------------------------------------------------------------- |
| گرد گروپ          | 1. ptkr ZNE 2. NPŠE gwtrz 3. MLKA 4. RBE 5. BRE gyw 6. MLKA 7. RBE | 1. padkar im 2. wxad Gōdarz 3. šāh 4. wuzurg 5. puhr Gēw 6. šāh 7. wuzurg | ۱. این پیکر ۲. خود گودرز، ۳. شاه ۴. بزرگ، ۵. پور گیو، ۶. شاه ۷. بزرگ. |
| سیروس نصرالله‌زاده | 1. ptkr ZNE 2. NPŠE gwtrz 3. MLKA 4. (BRE) 5. ʾrtbnw 6. MLKA       | 1. padkar im 2. wxad Gōdarz 3. šāh 4. (puhr) 5. Ardawān 6. šāh            | ۱. این پیکر ۲. خود گودرز ۳. شاه، ۴. پور ۵. اردوان ۶. شاه.             |

### متن دوم
به‌دلیل آسیب شدید تقریباً به‌صورت فرضی بازسازی‌شده است.
| خوانش از          | نویسه‌گردانی                                                | آوانویسی                                             | ترجمه                                            |
| ----------------- | ---------------------------------------------------------- | ---------------------------------------------------- | ------------------------------------------------ |
| گرد گروپ          | 1. ptkr ZNE 2. NPŠE 3. ----- 4. hlwn dyz 5. -----          | 1. padkar im 2. wxad 3. ----- 4. Hulwān diž 5. ----- | ۱. این پیکر ۲. خود ۳. ..... ۴. حلوان دژ ۵. ..... |
| سیروس نصرالله‌زاده | 1. p(tk)r ZNE 2. N(PŠ)E 3. pt n/z/l k/d t 4. prtrt 5. srdr | 1. padkar im 2. wxad 3. ? 4. ? 5. sārðār             | ۱. این پیکر ۲. خود ۳. ؟ ۴. ؟ ۵. سردار.           |